# Ronnie Bucknum
Ronald «Ronnie» James Bucknum (Alhambra, California, 5 de abril de 1936-San Luis Obispo, California, 23 de abril de 1992) fue un piloto de automovilismo estadounidense. Compitió en 11 carreras de Fórmula 1 entre 1964 y 1966.

## Carrera deportiva
Bucknum inició su carrera deportiva en 1957. Luego de una exitosa etapa en competencias de autos deportivos en Estados Unidos, donde ganó varios títulos de SCCA, el fabricante japonés Honda lo seleccionó para ser parte del ingreso de la marca a la Fórmula 1.
El Gran Premio de Alemania de 1964 fue la primera carrera de Honda en el campeonato mundial. Bucknum marchaba entre los últimos cuando sufrió un trompo y debió abandonar a falta de cuatro vueltas. Más adelante esta temporada, participaron nuevamente en Italia y Estados Unidos, donde dos fallos mecánicos causaron el retiro del monoplaza en ambas carreras. Al año siguiente, el experimentado Richie Ginther se sumó al equipo y logró una victoria mientras Bucknum solamente pudo finalizar la carrera en dos ocasiones, incluyendo un quinto puesto en el Gran Premio de México, sumando sus únicos dos puntos en el campeonato.
En 1966, logró un tercer puesto absoluto en las 24 Horas de Le Mans conduciendo un Ford GT40 Mk.II oficial junto a Dick Hutcherson, completando el histórico 1-2-3 para la marca. El desarrollo del nuevo monoplaza en Honda retrasó el estreno del equipo hasta el final de la temporada de Fórmula 1. Participó en las últimas dos carreras, sin éxitos, antes de desvincularse del equipo.
Al año siguiente, debutó en el Campeonato Nacional del USAC. Logró su única victoria en el Michigan International Speedway en 1967. También compitió en Can-Am y volvió a Le Mans en 1970 con el equipo NART, logrando un cuarto puesto junto a Sam Posey en un Ferrari 512S. Luego de esto, dejó de competir a tiempo completo.

## Vida personal

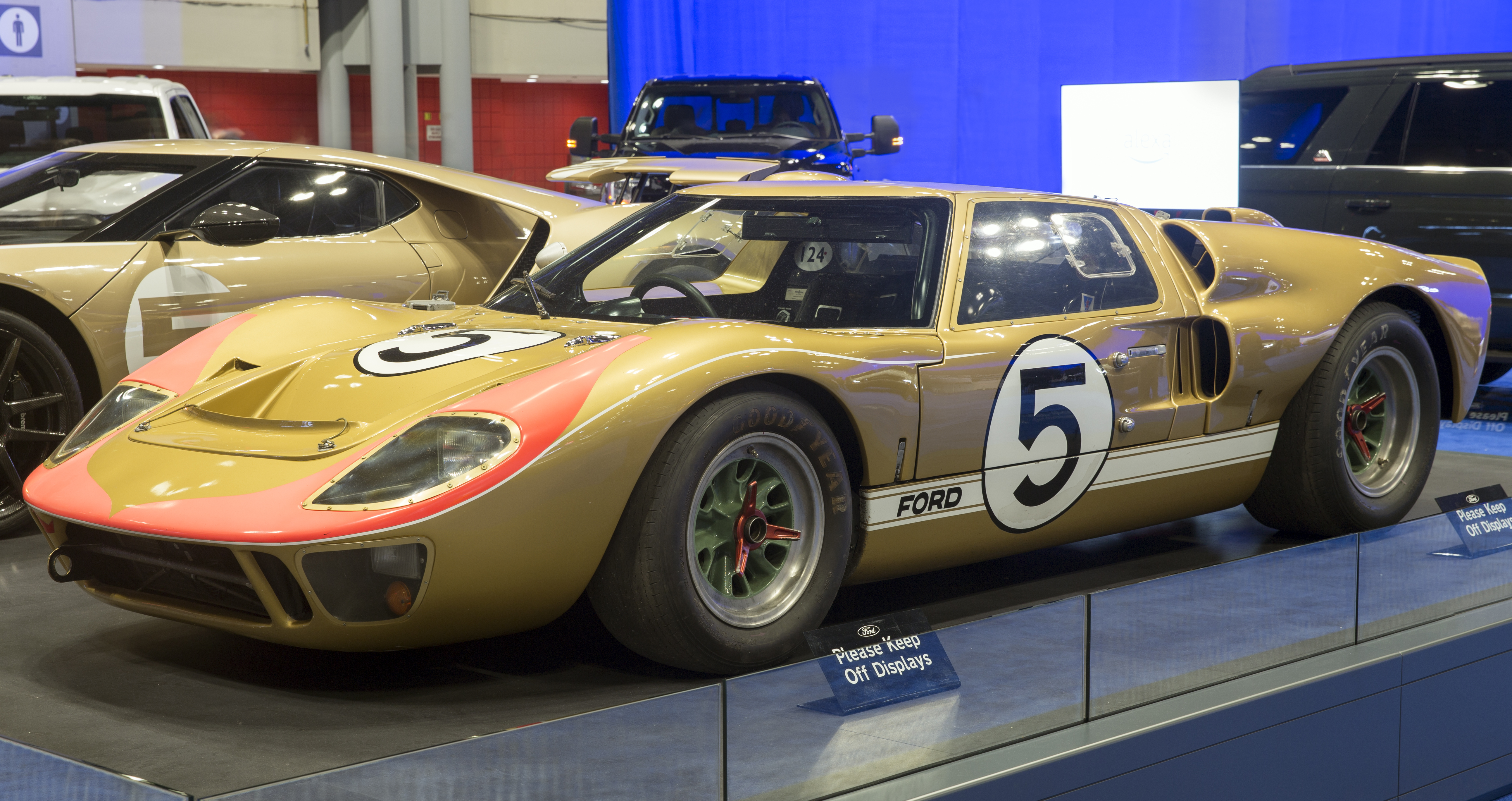
Ford GT40 Mk.II n.º 5 que finalizó tercero en Le Mans 1966.

Su hijo Jeff Bucknum también fue piloto y llegó a competir en Indy Racing League y American Le Mans Series. Ronnie falleció en 1992, a los 56 años, víctima de diabetes.

## Resultados

### Fórmula 1
(Clave) (negrita indica pole position) (cursiva indica vuelta rápida)

| Año     | Equipo              | 1   | 2       | 3       | 4       | 5   | 6       | 7       | 8       | 9       | 10    | Pos. | Puntos |
| ------- | ------------------- | --- | ------- | ------- | ------- | --- | ------- | ------- | ------- | ------- | ----- | ---- | ------ |
| 1964    | Honda R & D Company | MON | NED     | BEL DNP | FRA     | GBR | GER 13† | AUT     | ITA Ret | USA Ret | MEX   | NC   | 0      |
| 1965    | Honda R & D Company | RSA | MON Ret | BEL Ret | FRA Ret | GBR | NED DNP | GER DNP | ITA Ret | USA 13  | MEX 5 | 14.º | 2      |
| 1966    | Honda R & D Company | MON | BEL     | FRA     | GBR     | NED | GER     | ITA     | USA Ret | MEX 8   |       | NC   | 0      |
| Fuente: |                     |     |         |         |         |     |         |         |         |         |       |      |        |

### 24 Horas de Le Mans
| Año     | Equipo                             | Copilotos       | Automóvil         | Clase  | Vueltas | Pos. | Pos. Clase |
| ------- | ---------------------------------- | --------------- | ----------------- | ------ | ------- | ---- | ---------- |
| 1965    | Scuderia Filipinetti               | Herbert Müller  | Ford GT40         | P +5.0 | 29      | DNF  | DNF        |
| 1966    | Ford Motor Company Holman & Moody  | Dick Hutcherson | Ford GT40 Mk.II   | P +5.0 | 348     | 3.º  | 3.º        |
| 1967    | Ford Motor Company Shelby American | Paul Hawkins    | Ford GT40 Mk.IIB  | P +5.0 | 271     | DNF  | DNF        |
| 1970    | North American Racing Team         | Sam Posey       | Ferrari 512S      | S 5.0  | 313     | 4.º  | 3.º        |
| 1975    | North American Racing Team         | Carlo Facetti   | Ferrari 365 GTB/4 | GTX    | 0       | DNS  | DNS        |
| Fuente: |                                    |                 |                   |        |         |      |            |